# Collan
Collan är en kommun i departementet Yonne i regionen Bourgogne-Franche-Comté i norra Frankrike. Kommunen ligger i kantonen Tonnerre som tillhör arrondissementet Avallon. År 2022 hade Collan 156 invånare.

## Befolkningsutveckling
Antalet invånare i kommunen Collan
| Referens: INSEE |